# Plaque de Bismarck Nord
Pour les articles homonymes, voir Bismarck.
La plaque de Bismarck Nord est une microplaque tectonique de la lithosphère de la planète Terre. Sa superficie est de 0,00956 stéradians. Elle est généralement associée à la plaque pacifique.
Elle se situe dans l'ouest de l'océan Pacifique. Elle couvre une partie de l'archipel Bismarck (îles de l'Amirauté, Mussau et Nouvelle-Irlande), le nord-est de la mer des Salomon, le nord de la mer de Bismarck et une toute petite partie de l'océan Pacifique.
La plaque de Bismarck Nord est en contact avec les plaques de Woodlark, des Carolines, pacifique, de la mer des Salomon, de Bismarck Sud et de Manus.
Le déplacement de la plaque de Bismarck Nord se fait à une vitesse de rotation de 0,33° par million d'années selon un pôle eulérien situé à 04°00' de latitude sud et 139°00' de longitude est (référentiel : plaque pacifique).

## Sources
- (en) Peter Bird, An updated digital model of plate boundaries, vol. 4, Geochemistry Geophysics Geosystems, 14 mars 2003 (DOI 10.1029/2001GC000252, Bibcode 2003GGG.....4.1027B, lire en ligne)